# 虹桥街道 (乌苏市)
虹桥街道，是中华人民共和国新疆维吾尔自治区塔城地区乌苏市下辖的一个乡镇级行政单位。

## 行政区划
虹桥街道下辖以下地区：
和平路社区、明珠社区、团结路社区、解放路社区和繁荣路社区。